# Émilienne de Rome
Sainte Émilienne fut une citoyenne romaine du VIe siècle. Chrétienne et charitable, elle fut la tante du célèbre docteur de l'Église et pape Grégoire le Grand. Célébrée le 5 janvier, Émilienne est une sainte de l'Église catholique romaine.

## Liens
- Notice dans un dictionnaire ou une encyclopédie généraliste :   - Treccani